# Flodoard
Flodoard de Reims, né à Épernay vers 894 et mort le 28 mars 966 à Reims), est un historien, chroniqueur et poète d'expression latine de l’époque carolingienne.

## Biographie
Il étudia à l'École de Reims, restaurée par l'archevêque Foulques. Il fut curé-prieur de Cormicy (Marne).
Membre du service religieux dans la cathédrale de Reims, il en devint chanoine en 919. Il fait œuvre d'historien. De 919 à 966, il note dans les Annales tous les événements dont il a été témoin. Dans ce texte apparaît la première mention d'un mal étrange pour l'année 945 : les malades avaient l'impression que leurs corps brûlaient, leurs chairs tombaient en lambeaux, leurs os cassaient. C'est la première mention du mal des ardents.
Il compose entre 925 et 937 une épopée de 29 000 vers parfaitement réguliers intitulée Les Triomphes du Christ (De triumphis Christi), montrant comment le Christ a triomphé par ses saints en Palestine, à Antioche, à Rome et dans l'Occident.
Il rédige entre 948 et 952 son Histoire de l'Église de Reims. Il y rapporte que vers 400, l'évêque saint Nicaise aurait transféré le siège épiscopal au centre de la ville de Reims.
Favori des archevêques Hérivé et Séulf pour l'élection d'évêque, il en est deux fois privé par Héribert, comte de Vermandois, pour s'être opposé régulièrement à l'élection comme archevêque de son fils Hugues.
Sous le pontificat d'Artaud de Reims, il est chargé de missions en Germanie et à Rome, et obtient la faveur du pape Léon VII (936-939). Il est par la suite en conflit avec l'archevêque Hugues qui avait dépossédé Artaud de son siège de Reims.
Il meurt à Reims le 28 mars 966.

## Œuvres
On a de lui :
- Une Histoire de l'Église de Reims[3] (l'Historia ecclesiæ Remensis), écrite en latin. C'est son œuvre principale, elle est capitale et de première importance pour l'histoire des IXe et Xe siècles ; publiée et traduite en français par Nicolas Chesneau en 1580 puis par Jacques Sirmond, Paris, 1611 ; par Georges Colveneer, Douai, 1617, et réimprimée, avec une traduction en français, de M. Lejeune, par l'Académie de Reims, 1854. Réédition plus récente : Histoire de l'Église de Reims : tomes 1 et 2, Paléo, coll. « Sources de l'Histoire de France », 2004,  (ISBN 978-2849090527),  (ISBN 978-2849090534)
- La rédaction des Annales de 919 à 966, un recueil annalistique estimée, publiée par André Duchesne, et traduite par François Guizot dans sa Collection des Mémoires relatifs à l'histoire de France. Réédition dans la Collection Les Sources de l'Histoire de France sous le titre Chroniques féodales de 918-978 chez  Paleo Clermont-Ferrand  (2002)  (ISBN 2913944655). Aujourd'hui, l'édition la plus utilisée est celle de Philippe Lauer, publiée en 1905[4] ;
- Un vaste poème de 29 000 vers latins, divisé en trois livres, sur les triomphes de Jésus-Christ et des saints.